# Soendazwaluw
De soendazwaluw (C. daurica striolata) is een ondersoort. Dit taxon werd in 1844 door Hermann Schlegel als aparte soort vermeld in een door hem gepubliceerd overzicht.

## Verspreiding en leefgebied
De soendazwaluw komt voor in Taiwan, Filipijnen en de grote en kleine Soenda-eilanden. Op de IOC World Bird List wordt dit taxon beschouwd als een ondersoort van soortgroep van de oostelijke roodstuitzwaluw (C. daurica).

## Herkenning
Een opvallend kenmerk van deze ondersoort is de gestreepte borst, van daar striolata wat gestreept in het Latijn betekent.